# Choeromorpha amica
Choeromorpha amica är en skalbaggsart som först beskrevs av White 1856.  Choeromorpha amica ingår i släktet Choeromorpha och familjen långhorningar.
Artens utbredningsområde är Sarawak. Inga underarter finns listade i Catalogue of Life.